# Apeadeiro de Minhocal
O Apeadeiro de Minhocal foi uma interface da Linha da Beira Alta, que servia nominalmente a localidade de Minhocal, no Distrito da Guarda, em Portugal.

## História
A Linha da Beira Alta que entrou ao serviço, de forma provisória, em 1 de Julho de 1882, tendo sido totalmente inaugurada no dia 3 de Agosto do mesmo ano, pela Companhia dos Caminhos de Ferro Portugueses da Beira Alta. Minhocal não constava entre as estações e apeadeiros existentes na linha à data de inauguração, porém, tendo este interface sido criado posteriormente, entre 1913 e 1932.
Em 1932, a Companhia da Beira Alta construiu uma plataforma nesta interface, que possuía, nessa altura, a categoria de apeadeiro.
Minhocal não figura já no mapa oficial de 1985.